# Morne Diablotins
El Morne Diablotins, és un volcà que es troba a l'illa de Dominica. Amb 1.447 metres sobre el nivell del mar és el cim més alt de l'illa i el segon més alt de les Petites Antilles, rere La Grande Soufrière, a Guadeloupe. Es troba al nord de l'illa, uns vint-i-quatre quilòmetres al nord de la capital, Roseau, i uns 10 quilòmetres al sud-est de Portsmouth, la segona ciutat més gran de l'illa. Es troba dins del Parc Nacional de Morne Diablotin.
No es coneix cap erupció en temps històrics del volcà. Es calcula que la darrera erupció va tenir lloc fa 30.000 anys.
Pren el seu nom del petrell del Carib, Pterodroma hasitata, una au de la regió, conegut com a diablotín.